# Томас Ендрюс (хімік)
То́мас Е́ндрюс (англ. Thomas Andrews; 19 грудня 1813, Белфаст — 26 листопада 1885, Белфаст) — ірландський фізико-хімік. Член Лондонського королівського товариства (1849). Відкрив явище неперервності газоподібного та рідкого станів речовини. Один з основоположників вчення про надкритичний стан речовини.

## Біографія
Томас Ендрюс народився 19 грудня 1813 року у місті Белфасті. Вивчав хімію під керівництвом професора Томаса Томсона в Університеті Глазго. Для удосконалення своїх знань він їде до Парижа, де працює в хімічній лабораторії Дюма та одночасно в госпіталі з метою вивчення медицини.
Після повернення він продовжує освіту в Дублінському коледжі святої Трійці та в Ірландській медичній школі.
У 22 роки Ендрюс отримує ступінь доктора медицини в Единбурзькому університеті, а згодом професора хімії в Королівській академічні інституції в Белфасті, де він спочатку працював консультантом з хімії. У 1835 році Ендрюс почав успішну медичну практику в рідному Белфасті.
У 1844 році вчений нагороджений Королівською медаллю Лондонського королівського товариства.
У 1845 році він стає віце-президентом новоствореного на базі інституції Королівського коледжу Белфаста й обіймає цю посаду до виходу у відставку в 1879 році.
Томас Ендрюс помер 26 листопада 1885 року в рідному місті.

## Наукові заслуги
Основоположна стаття Ендрюса «Про неперервність газоподібного та рідкого станів речовини» була прочитана у Лондонському Королівському товаристві 17 червня 1869 року й опублікована у 159 томі «Philosophical Transactions of the Royal Society» за 1869 рік. Ендрюс розпочинає її з історії питання, з дослідів Каньяра де Латура, досліджень Фарадея, Реньо, Пульє, Натерера. Він вказує на свою замітку 1861 року, у якій описує спробу перевести в рідкий стан кисень, водень, азот, оксиди вуглецю й азоту, в умовах великих тисків при одночасному охолодженні у ванні з вуглекислоти та ефіру. Досліди дали негативний результат. Однак через декілька років йому вдається перевести CO2 в рідкий стан змінюючи тиск у системі.
Ендрюс провів досліди з діоксидом вуглецю при тисках до 400 атм. Діоксид вуглецю стискався ртуттю у скляній каліброваній трубці діаметром 2,5 мм з глухим витягнутим на капіляр кінцем. Трубка термостатувалась водою. Для защільнення переходу на латунний наконечник застосовувались шкіряні прокладки. Мірою тиску слугував об'єм повітря у паралельно приєднаній трубці. Тиск створювався загвинчуванням сталевого гвинта, що стискав воду і створений тиск через ртуть передавався у скляні калібровані трубки з CO2 та повітрям. Для ряду температур (13,1; 21,5; 31,1; 32,5; 35,5; 48,1 °С) Ендрюс виміряв відносну зміну об'єму діоксиду вуглецю й повітря залежно від значення тиску. За цими даними він зміг побудувати ізотерми.
Найважливіше полягає у тому, що Ендрюс на базі своїх дослідів сформулював твердження про неперервність газоподібного й рідкого станів речовини та про існування критичної точки, у якій закінчується область рівноваги двох флюїдних фаз. Для критичної температури CO2 Ендрюс отримав значення 32,92°С. Він виявив, що на ізотермах ширина вертикальних ділянок, що стосується двофазного стану, зменшується з підвищенням температури й стягується у точку при Т = ТK.
Після цього стало зрозуміло, що існує дві умови переходу у надкритичний стан — по тиску та по температурі. Проблема «постійних газів», що існувала на той час (газів, які не вдавалось зрідити) перейшла у розряд технічно вирішуваних. Набір ізотерм флюїду в p-V-координатах (тиск — об'єм) отримав назву «діаграми Ендрюса». Ендрюс розробив теорію переходу речовин з газоподібного стану у рідкий, увівши поняття критичної точки.
Ендрюс незалежно від інших відкрив критичні явища за рівноваги системи «рідина-пара» у розчинах, увів поняття «критична температура» і «критичний тиск». Вивчав зрідження газів.
Дослідження Ендрюса зробили значний вплив на розвиток вчення про рівняння стану і фазову рівновагу. Він фактично започаткував перегони серед дослідників по зріджуванню інших газів. Серед них у 1877-78 роках Луї-Поль Кайєте був першим, хто зумів здійснити зрідження кисню та азоту.

## Праці
- Эндрюс Т. О непрерывности газообразного и жидкого состояний вещества. Перевод Е.Сиротина под редакцией и с примечаниями А.Бачинского. — М. — Л.: Гостехиздат, 1933. — Классики естествознания
- Thomas Andrews The Bakerian Lecture: On the Continuity of the Gaseous and Liquid States of Matter // Philosophical Transactions of the Royal Society of London, vol. 159 (1869), pp. 575–590.